# Eduard Steiner
Eduard Johann Steiner (* 6. September 1907 in München; † 10. Dezember 1993 in Grafrath) war ein deutscher Kunstmaler, Gebrauchsgrafiker, Bildhauer und Bühnenbildner.

## Leben und Wirken
Eduard Steiner wurde als zweiter Sohn des Ingenieurs Johann Wolfgang Karl Steiner, einem der Konstrukteure des Walchenseekraftwerks, in München geboren.
Nach der mittleren Reife studierte er ab 1924 an der Akademie der Bildenden Künste München bei Emil Preetorius und Leo Pasetti und war zu dieser Zeit bereits für das Nationaltheater München als Bühnenmaler beschäftigt.
Als technischer Zeichner, aber auch mit graphischen und künstlerischen Arbeiten machte sich Steiner 1927 selbständig und war für zahlreiche Firmen wie die Uher & Co, das Salus-Werk zur Produktion von Naturheilmitteln und Spatenbräu, aber auch für Privatpersonen wie Heiner von Wolffersdorff in München und Augsburg tätig.
Zwischen 1933 und 1945 wurden seine Bewerbungen für Ausstellungen von Museen zwar mehrfach abgelehnt, und er geriet über Kunstfragen wiederholt in Konflikt mit der Leitung des Hauses der Deutschen Kunst und dem städtischen Kulturamt. Andererseits beteiligte er sich von 1939 bis 1941 an den jährlichen "Münchner Kunstausstellungen" im Maximilianeum und 1942 wurden zudem zwei Werke mit Russland-Motiven bei der damaligen Großen Deutschen Kunstausstellung in München gezeigt. Weiterhin war Steiners Gemälde "Kameradschaft" Teil der 1944 in Breslau und Salzburg gezeigten Ausstellung „Deutsche Künstler und die SS“.
Steiner malte auch ein wandfüllendes Fresko 1939 im Foyer des Max-Josef-Stifts mit motivisch gewollter Nähe zur Muttergottes. Die neue Religion, so soll das Wandbild damals klarmachen, ist der Nationalsozialismus.
Sein Atelier in München, wo sich viele seiner Ölbilder, Aquarelle und Zeichnungen befanden, wurde am 13. Juli 1944 bei einem Bombenangriff komplett zerstört. Zu diesem Zeitpunkt hielt er sich noch im Generalgouvernement Krakau auf, wo er als Grafiker in der Landwirtschaftswerbung arbeitete.
Nach dem Krieg war er wegen anhaltender Nierenbeschwerden 1947 im biologisch-homöopathischen Krankenhaus in Höllriegelskreuth. Dort lernte er Rudolf Hauschka, Max Kaphahn und Maja Mewes persönlich kennen – sie gehörten zu den Begründern der WALA. Da Steiner sich sehr für Anthroposophie, Naturheilverfahren und Homöopathie interessierte, ergab sich hieraus eine jahrzehntelange Verbundenheit mit der WALA.
1948 entwickelte er die WALA-Bildmarke, diese wird auch heute noch in abgewandelter Form für die Produkte der WALA bzw. der Dr. Hauschka Naturkosmetik verwendet. Für ihn symbolisierte das Logo eine Quelle.
Im Jahr 1953 heiratete er Beate Pannen, Tochter der Malerin und Illustratorin Clara Pannen und des Verlegers Wilhelm Pannen aus Moers.
Die Kunstsammlungen der Stadt Augsburg im Schaetzlerpalais zeigten eine Ausstellung mit ca. 200 Arbeiten von Eduard Steiner aus den Jahren 1936–1958, darunter Ölbilder, Aquarelle, Zeichnungen und Angewandte Kunst.
Danach widmete er sich bis 1988 vor allem der kartographischen Arbeit, gründete die Steiner Verlag GmbH und erstellte Kurwegekarten nach dem eigenen „System Steiner“ für (Kur-)Orte wie u. a. Garmisch-Partenkirchen, Bad Tölz, Bad Wiessee und Bad Reichenhall. Die letzte Gemäldeausstellung fand 1981 anlässlich der Einweihung des Anbaus der WALA in Bad Boll statt. Im Mittelpunkt der Ausstellung stand sein Zyklus „Vier Jahreszeiten“.
2010 wurde Eduard Steiners grafische Arbeit in der Festschrift der WALA-Stiftung anlässlich des 75-jährigen Bestehens der WALA nochmals gewürdigt.